# Der Mann auf der Mauer
Der Film Der Mann auf der Mauer ist eine 1982 erschienene Tragikomödie von Reinhard Hauff nach der Erzählung Der Mauerspringer von Peter Schneider.

## Inhalt
Arnulf Kabe lebt mit seiner Frau in Ost-Berlin dicht an der Mauer und will unbedingt nach West-Berlin. Er lässt sich an einem Grenzübergang verhaften und wird, wie geplant, nach anderthalb Jahren in Haft und Psychiatrie von der Bundesrepublik freigekauft. Von den westlichen Vernehmungsstellen und Diensten, die sich den Übersiedlern unmittelbar nach deren Grenzübertritt zuwenden, hält Kabe nicht viel; insbesondere seine westdeutschen „Interviewer“ sieht er als lasch und von der Stasi unterwandert an. Im Übergangswohnheim in West-Berlin versucht er vergeblich, seine Mit-Übersiedler dazu bringen, eine Gruppe zu gründen und etwas gegen ihren alten Staat zu unternehmen; er taucht sogar vor einer US-Kaserne auf, um sich mit dem „Chef“ der CIA verbinden zu lassen – Kabes Anliegen: Krieg – wird aber auch dort schnell abgewimmelt. Als Kabe im Heim wieder mal vergeblich versucht, seine Frau am Telefon zu erreichen, spricht ihn der etwas schräge Journalist Schacht an; Kabe freundet sich wenig später mit ihm an und kommt in Schachts an der Mauer gelegener Wohnung unter. Der Funkamateur Kabe will sie als Stützpunkt für seinen Umsturz-Sender nutzen. Er ist durch Moses inspiriert (in der Haft hat er die Bibelstellen intensiv studiert) und hat dementsprechende Visionen von der Maueröffnung. West-Berlin, so Kabes Eindruck, sei nicht „Deutschland“, sondern „der Westen“ (und dessen Bewohner kommen ihm schon bald allesamt ziemlich „kaputt“ vor). In West-Berlin vermisst er jedoch trotz einer Affäre mit der Künstlerin Viktoria seine in der DDR gebliebene Frau Andrea und will wieder zurück über die Mauer. Er lässt sich von der Stasi als Spitzel einsetzen und beobachtet für sie eine rechtsgerichtete Gruppe, die vorgeblich gegen Mauer und Teilung aktiv vorgehen will. Kabe kann durch seinen Stasikontakt die Grenze über einen versteckten Übergang in der U-Bahn beliebig passieren. Mit Hilfe von Viktorias Reisepass kann Kabe Andrea für einen Tag nach West-Berlin holen, die aber schnell merkt, dass sie sich dort nicht heimisch fühlt.
Filmvorlage war das Buch Der Mauerspringer des linken Literaten Peter Schneider der auf nur 135 Seiten zwei Facetten einer Stadt präsentiert: Der eine Buchabschnitt ist eine wehmütig-präzise Darstellung der Mauerstadt Berlin und zeigt auf, was diese Stadt von anderen deutschen Großstädten unterscheidet. Der zweite Buchabschnitt stellt  die Groteske des angeblich verrückten arbeitslosen Herrn Kabe und dessen Realität dar: Er überspringt die Berliner Mauer vom Westen aus nach Osten und wird daraufhin in eine psychiatrische Anstalt eingewiesen und in den Westen abgeschoben. Aber er springt wieder und wieder, insgesamt fünfzehn Mal in den Osten.

## Kritik
„Eine Tragikomödie über die Absurditäten der deutschen Teilung, deren Möglichkeiten von einer kraftlosen und unentschlossenen Regie weitgehend verspielt werden.“

## Veröffentlichungen
Der Film startete am 8. Oktober 1982 in den westdeutschen Kinos mit der FSK-Freigabe ab 6. Die im November 2009 bei ARTHAUS erschienene DVD ist mit 97' Länge etwa drei Netto-Minuten (siehe PAL-Beschleunigung) kürzer als die Kinofassung.